# I fängelse
I fängelse är en självbiografisk bok av författaren Lasse Strömstedt, första gången utkommen 1982. Boken skildrar hans egen fängelsevistelse och är en fortsättning på den 1981 utgivna Gå i fängelse!. De båda böckerna finns även utgivna tillsammans under titeln Brott och skratt.